# Sooretamamyrtörnskata
Sooretamamyrtörnskata (Thamnophilus ambiguus) är en fågel i familjen myrfåglar inom ordningen tättingar.

## Utbredning och status
Den förekommer i kustnära sydöstra Brasilien (från södra Bahia och Espírito Santo till Rio de Janeiro). IUCN kategoriserar arten som livskraftig.

## Namn
Sooretama är ett samhälle och naturreservat i delstaten Espírito Santo i östra Brasilien.